# Nicolas Bary
Pour les articles homonymes, voir Bary.
Nicolas Bary, né le 28 novembre 1980 à Paris, est un réalisateur, scénariste et producteur de cinéma français. Il a notamment réalisé le film Les Enfants de Timpelbach (2008), qui est son premier long métrage.

## Biographie
Nicolas Bary commence à réaliser ses premiers courts métrages au lycée, avec amis et cousins. Étudiant à l'École supérieure de réalisation audiovisuelle (ESRA), il interrompt ses études au profit des stages sur des tournages. 
Il commence avec Le Petit Poucet (2001) d'Olivier Dahan. Il travaille ensuite en régie, en tant qu'assistant à la mise en scène, ou en renfort, sur une série de longs métrages : La Vie promise (2002) d'Olivier Dahan, Mes enfants ne sont pas comme les autres (2001) de Denis Dercourt, Blueberry, l'expérience secrète (2004) de Jan Kounen, Pas sur la bouche (2003) d'Alain Resnais, La Première Fois que j'ai eu 20 ans (2004) de Lorraine Lévy, Holy Lola (2004) de Bertrand Tavernier, Narco (2004) de Tristan Aurouet et Gilles Lellouche, Alive (2004) de Frédéric Berthe, et Da Vinci Code (2006) de Ron Howard.
En parallèle, il autoproduit ses deux premiers courts métrages professionnels : Fragile (2003) et Before (2004), ce dernier étant le prologue des Enfants de Timpelbach.
En 2004, il fait la rencontre de Thomas Langmann et Dimitri Rassam, qui produiront son troisième court métrage : Judas (2005) avec Jean-Pierre Cassel, Delphine Serina et Romain Rondeau. Nicolas se lance ensuite dans la réalisation de son premier long-métrage, Les Enfants de Timpelbach, produit par Pathé avec Adèle Exarchopoulos, Carole Bouquet, Armelle et Gérard Depardieu un projet dont le développement avait été amorcé plusieurs années auparavant. Le film sort au cinéma en 2008.
En novembre 2008, Nicolas fonde une société de production : Les Partenaires.
Après Les Enfants de Timpelbach, Nicolas tourne l'adaptation cinématographique du roman de Daniel Pennac, Au bonheur des ogres, sorti en octobre 2013 avec un casting comprenant Bérénice Béjo, Raphaël Personnaz, Emir Kusturica et Isabelle Huppert.
En 2014, il fonde une deuxième société de production : TimpelPictures. Le logo de la société, l’oiseau mécanique, est une dédicace au pivert de Timpelbach...
En parallèle, il réalise des publicités pour des enseignes telles que Total, Tabasco, Kinder, Galaxy, GRDF, la candidature des JO d’Annecy 2018, Huawei et Piaget, ainsi que des clips d’Emilie Satt (en 2009), Pamela Hute (2011), Nadéah (2014) et Vianney (2015).
En 2017, Nicolas Bary sort son troisième film Le Petit Spirou, une adaptation de la célèbre bande dessinée belge aux Éditions Dupuis,,. Le casting est composé de Pierre Richard, François Damiens, Natacha Régnier, Philippe Katerine, Gwendolyn Gourvenec et Armelle.
Avec Les Partenaires, Nicolas Bary produit des courts-métrages, Les Bons Tuyaux d’Olivier Riffard, Le Miroir de Sébastien Rossignol, Eve d'Éric Gandois. La société produit deux pilotes de série intitulés Clinic (adapté d’un spectacle humoristique) et Maestro (dans l’univers de la musique classique).
À partir de 2017, Nicolas décide de se dédier entièrement à sa structure de production TimpelPictures, en lui donnant un nouvel essor riche de projets en développement. Il souhaite accompagner des auteurs et réalisateurs dans leurs projets, mais également développer ses projets plus personnels.
En 2018, il réalise et produit à Montréal le clip du groupe Cats on Trees pour le titre If You Feel, ainsi qu’une publicité pour Les Galeries Lafayette, La Fabrique des rêves, dont il crée le concept. Ce sont aussi les Cats on Trees qui composent la musique de cette publicité. Au début de l’année 2019, il réalise et produit une publicité pour la marque de montres suisse Reservoir Watch, ainsi que trois clips sous forme de triptyque pour l’album L’Aventure de Nach, une épopée poétique dédiée au temps qui passe, avec le portrait d’une femme à différentes étapes de sa vie. 
Nicolas Bary réalise et produit le clip Comme si j’avais mille ans avec la collaboration inédite du duo Madame Monsieur (Eurovision 2018) et Kalash Criminel. Le duo Madame Monsieur fait également appel à Nicolas pour réaliser le clip de Faudrait pas, sorti en 2022. Plus récemment, Nicolas a réalisé le nouveau clip du groupe basé à Londres The Penelopes, en duo avec Isabelle Adjani : Meet Me by the Gates.
Dans le même temps, TimpelPictures est producteur associé de deux longs-métrages : Quand on crie au loup de Marilou Berry (sortie en 2019) et Une sirène à Paris (sortie en 2020) second film de Mathias Malzieu après Jack et la Mécanique du cœur.
C’est également en 2018 que Nicolas intègre l’ARP (l’association des Auteurs, Réalisateurs et Producteurs) et devient membre du conseil d’administration auprès de nombreux autres professionnels du cinéma.
En 2020, il rejoint l’association Les Écrans de La Paix, qui vise à apporter le cinéma dans des pays touchés par des conflits ou des crises. Nicolas en devient le Président début 2021.
Par ailleurs, Nicolas est parrain de ARTFX à Montpellier et l’École 24 à Lille.
Ses prochains longs-métrages en tant que réalisateur seront Increase, un drame d’anticipation qu’il a écrit en anglais avec Sheila Erdmann et Mary Noelle Dana, puis Ascendance, un thriller psychologique co-écrit avec Mary Noelle Dana et Nadia Jandeau.
Il produit actuellement Bardot, un documentaire dédié à l’actrice et icône de toute une génération. Ce film sera réalisé par Alain Berliner, cinéaste primé pour Ma vie en rose (sortie en 1997).
TimpelPictures accompagne le premier long-métrage de Nadia Jandeau, co-écrit par Bernard Jeanjean, intitulé Les Margheritas. Un road movie sur fond de relation fusionnelle entre une mère et une fille.
Nicolas Bary démontre un véritable intérêt pour la réalité-virtuelle et la réalité augmentée. Il entreprend un projet ambitieux nommé Polaris, adapté de l’univers de Philippe Tessier. C’est une fable écologique sous-marine, dans une monde détruit où les hommes ont été contraints de se réfugier dans les profondeurs des océans. Nicolas développe également ce projet en série et en bande dessinée avec les éditions Dupuis.
TimpelPictures co-édite également avec les éditions Dupuis Le Monde des Cancres, une bande dessinée dont Nicolas Bary a conçu l’univers. Le tome 1 est co-écrit avec Nina Phillips et mis en images et couleurs par Justine Cunha.
Avec Dupuis, Nicolas adapte en anglais la série Tu ne tueras point, adapté de la bande dessinée Soda de Tome (auteur du Petit Spirou) et Gazzotti.

## Filmographie

### Courts métrages
- 2003 : Fragile (scénariste, réalisateur et producteur)
- 2004 : Before... (scénariste, réalisateur et producteur)
- 2005 : Judas (scénariste et réalisateur)
- 2009 : Les bons tuyaux (producteur)
- 2010 : Le miroir (producteur)
- 2013 : Eve (producteur)

### Longs métrages
- 2008 : Les Enfants de Timpelbach (scénariste et réalisateur)
- 2013 : Au Bonheur des Ogres (scénariste et réalisateur)
- 2017 : Le Petit Spirou (scénariste, réalisateur et producteur)
- 2020 : Une sirène à Paris de Mathias Malzieu (producteur associé)

### Séries télévisées
- 2011 : Maestro d’Olivier Riffard (producteur)
- 2012 : Clinic (réalisateur et producteur)